# Stadion Tan Sri Dato Haji Hassan Yunos
Stadion Tan Sri Dato Haji Hassan Yunos, także Stadion Larkin – stadion w Johor Bahru. Swoje mecze rozgrywa na nim Johor Darul Takzim F.C. Został nazwany imieniem Hajiego Hassana, szefa rządu Johoru.
Obiekt został otwarty w 1964. Mógł wtedy pomieścić 15000 widzów. W 1991 przeszedł przebudowę, w wyniku której pojemność stadionu zwiększyła się dwukrotnie. W 1992 rozgrywano na nim mecze SUKMA Games, a w 1997 – młodzieżowych mistrzostw świata. Na te okazje przechodził drobne renowacje. W 2019 odbędą się na nim spotkania pucharu świata w rugby.